# Кругообіг гірських порід
Кругообіг гірських порід — один зі способів схематизації переходу гірських порід від одного типу до іншого. Мантія  і  земна  кора  при цьому  відіграють  роль  замкнутої системи.
Поняття про кругообіг  порід  ввів  шотландський  геолог Джеймс  Хеттон  (1726-1797). 
Кругообіг  гірських  порід вказує  на  зв'язок  між  магматичними,  метаморфічними  й  осадовими породами, а також способи їх утворення, і переробки. 